# Шкідливі організми
Шкідли́вий органі́зм, шкідник — живий організм, який погіршує здоров'я людини і домашніх та сільськогосподарських тварин, пошкоджує сільськогосподарські рослини, знищує продукти харчування, одяг, культурні цінності тощо.
До хвороботворних шкідників відносять патогенних бактерій, гриби, тварин, протист. Вирощенню культурних рослин заважають рослини-бур'яни, різні тварини, бактерії. Харчові продукти і вироблені людиною цінності пошкоджують комахи, кліщі, цвілеві гриби, бактерії.
Людина використовує різноманітні засоби боротьби зі шкідниками, серед яких важливу роль відіграють хімічні речовини — пестициди.

## Шкідники сільськогосподарських рослин
Сюди належать ті організми, які завдають шкоди культурним рослинам: штам або біотип рослин, тварин, патогенний агент, шкідливий для рослин чи продуктів рослинного походження, у тому числі комахи, кліщі (включають 34 види), грибки, бактерії, віруси, нематоди, бур'яни та сегетальна рослинність.